# Rivera (kommun)
Rivera är en kommun i Colombia.   Den ligger i departementet Huila, i den centrala delen av landet, 230 km sydväst om huvudstaden Bogotá. Antalet invånare är 16 684.